# Zscherben (Merseburg)

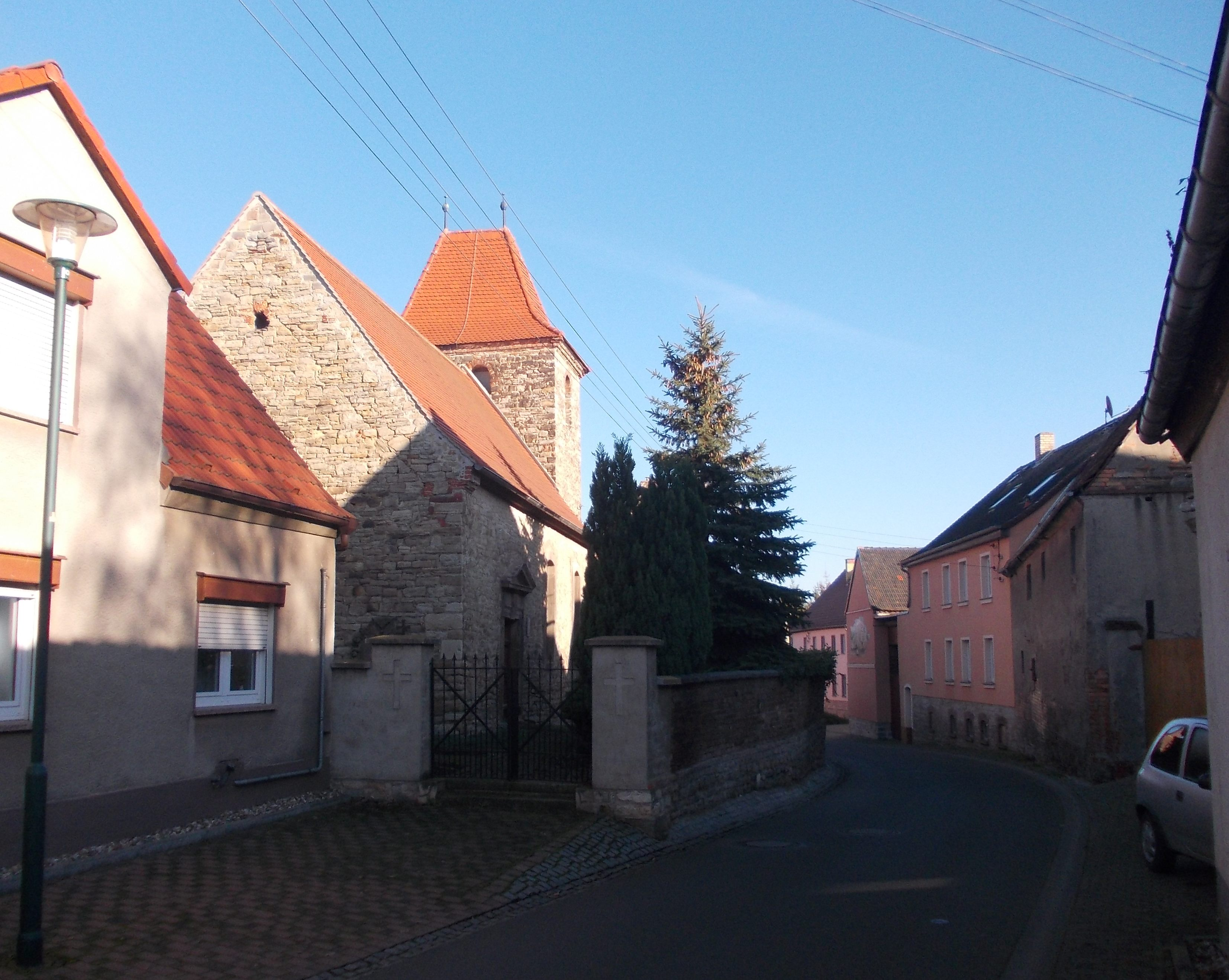
Merseburger Straße mit Dorfkirche

Zscherben gehört zum Ortsteil Geusa der Stadt Merseburg in Sachsen-Anhalt.

## Geschichte
In einem zwischen 881 und 899 entstandenen Verzeichnis des Zehnten des Klosters Hersfeld wird Zscherben als zehntpflichtiger Ort Scirbina im Friesenfeld erstmals urkundlich erwähnt. Spätere urkundliche Erwähnungen Crimini (981), Sdrewin, Zerbin, Scherbin zeigen die Metathese über die Jahrhunderte, die zum heutigen Namen Zscherben führte. Zscherben gehörte bis 1815 zum hochstiftlich-merseburgischen Amt Merseburg, das seit 1561 unter kursächsischer Hoheit stand und zwischen 1656/57 und 1738 zum Sekundogenitur-Fürstentum Sachsen-Merseburg gehörte. Durch die Beschlüsse des Wiener Kongresses kam der Ort im Jahr 1815 zu Preußen und wurde 1816 dem Kreis Merseburg im Regierungsbezirk Merseburg der Provinz Sachsen zugeteilt.
Zscherben wurde am 1. Juli 1950 nach Geusa eingemeindet. Mit diesem wurde es am 1. Januar 2010 Ortsteil der Stadt Merseburg.